# Montebello (vapeur)
Pour les articles homonymes, voir Montebello et Barcelo.
Le Montebello, était un vapeur construit en 1890 aux chantiers -Richardson, Duck & Co. (en) à Stockton-on-Tees en Angleterre pour la Wilson Line (en) et baptisé Montebello le 7 mars 1890, en honneur de la duchesse de Montebello. Racheté en 1910 par la compagnie espagnole Compañía Valenciana de Vapores Correos de Africa, il est rebaptisé Barcelo (Barceló en castillan), en hommage à l'amiral Dom Antoine Barcelo, et est utilisé comme transméditerranéen.
En 1915, il est arraisonné par la marine nationale française pour contrebande de guerre, c'est l'affaire du vapeur Barcelo. Durant la guerre du Rif, il est réquisitionné par l'armada espagnole et converti en navire-hôpital. Il est finalement démantelé à Mahón aux Baléares en 1929.

## Montebello
Le Montebello, vapeur de 1 855 tonnes est construit au printemps 1890 au chantier naval Richardson, Duck & Co. pour l'armateur Wilson Line qui le baptise en l'honneur d'une dame norvégienne, la duchesse de Montebello, nom qu'il conserve jusqu'en 1910.
Les machineries et les chaudières sont installées par la compagnie Amos & Smith et le Montebello est livré en juin 1890 à Oslo, Norvège où il doit assurer la ligne Hull - Christiania - Kristiansand.

## Barcelo(371)
À l'automne 1910 il est racheté et rebaptisé Barcelo (371) en hommage à l'amiral Barcelo, lieutenant-général espagnol du XVIIIe siècle célèbre pour ses campagnes anti-barbaresques en méditerranée. En 1898, le torpilleur espagnol Barcelo avait été capturé aux Philippines et était depuis lors au service de l'US Navy.
Sous ce nouveau nom, le Barcelo (371) est destiné à servir de transméditerranéen dans la Compañía Valenciana de Vapores Correos de Africa (lit. « Compagnie Valencienne de Bateaux à vapeur Messagerie d'Afrique ») de José Juan Dómine (es), politicien et médecin valencien originaire d'Albacete, Castille-La Manche.
En 1916, cette compagnie devient le noyau d'une nouvelle entité, Acciona Trasmediterránea (lit. « Acciona Transméditerranée »), issue de la fusion de plusieurs lignes et dédiée à fournir différents services entre l'Espagne continentale, les îles Baléares, les îles Canaries et l'Afrique du Nord. Le Barcelo rejoint cette nouvelle flotte en 1919.

### L'affaire du vapeur espagnolBarcelo
Dans le contexte de la Première Guerre mondiale, le Ministre de la Marine français porte accusation contre les capitaine, armateur, chargeur et destinataires de la cargaison du navire espagnol Barcelo. L'affaire du vapeur Barcelo concerne la violation de la déclaration de Paris portant sur le droit international maritime en temps de guerre.
Le 5 février 1915 le Barcelo qui avait été arraisonné en mer par le torpilleur no 369 du lieutenant de vaisseau Buffet est conduit au port de Nice pour que puisse s'y terminer l'inspection de la cargaison débutée en mer.
Trois passagers allemands munis de faux passeports hollandais sont saisis à bord ainsi que du matériel de contrebande de guerre, dont des révolvers dissimulés dans des colis postaux.

### Conversion en navire-hôpital
En 1919 le Barcelo est réquisitionné par la dynastie des Bourbon restaurée qui le fait aménager en navire-hôpital pour les besoins de la guerre du Rif (1911~1926) se tenant au protectorat du Maroc. Il rapatrie ainsi les blessés depuis le champ de bataille jusqu'à Carthagène en Murcie, à cette occasion sa coque est repeinte en blanc et les deux bords ainsi que la poupe arborent l'emblème de la Santé militaire (es).

## Démolition
Le Barcelo est finalement démantelé en 1929 à Port Mahon, Baléares.